# ウルトラマンノア
- ウルトラシリーズ > ULTRA N PROJECT > ウルトラマンノア
- ウルトラマン一覧 > ウルトラマンノア

『ウルトラマンノア』は円谷プロダクションが製作した「ULTRA N PROJECT」の第1弾作品、あるいはその作品中に登場する巨大ヒーローの呼び名。

## 概要
メディア展開は、幼児・児童向け雑誌である『テレビマガジン』や『てれびくん』での雑誌連載が中心だった。雑誌連載時のタイトルは「バトルオブドリーム ノア」。
他のULTRA N PROJECTには、映画での展開を行う『ULTRAMAN』、テレビシリーズの『ウルトラマンネクサス』がある。『ネクサス』の最終話では、主人公・孤門一輝を適応者（デュナミスト）としてノア自身も登場を果たした。
ULTRA N PROJECTの第一の使者であると同時に、ウルトラマン・ザ・ネクスト→ウルトラマンネクサスの段階を経て強化されていった光の力と、決して希望を捨てない人々の心の力によって姿を現した究極最終形態（ウルティメイト・ファイナル・スタイル）でもある。

## キャラクターとしてのウルトラマンノア
スペックは以下の通り。
太古より全宇宙の平和を守り続ける伝説の存在。光の国のウルトラ戦士からもウルトラマンキング同様、「伝説の超人」と称されている。永い時を越えて受け継がれてきた神秘の光とデュナミストの融合により誕生する光の巨人・ウルトラマンネクサスの本来の姿であり、究極最終形態（ウルティメイトファイナルスタイル）でもある。神々しい姿と神の如き力を持ち、神業とも言える多彩な奇跡の技を仕掛けてくる最強のウルトラマン。眩い白銀の光を身に纏い、背中に備わる伸縮自在の翼「ノアイージス」の力で時空超越すら可能にした。下記の必殺技の他にも計り知れない力を兼ね備える。
闇の巨人・ダークザギと時空を超えた死闘を繰り広げ、ダークザギ共々次元の彼方に姿を消したが、その光は地球のデュナミストたちに受け継がれ、『ウルトラマンネクサス』最終話で主人公・孤門一輝をデュナミストとして再び姿を現し、圧倒的な強さでダークザギを葬った。
2022年時点では自らの全力を発揮した映像作品は存在せず、後述にある数多くの能力をほとんど使用していない。また、『ネクサス』以降の作品への登場時にもその神秘性・特別性が強く押し出されている。『ウルトラマンゼロ THE MOVIE 超決戦!ベリアル銀河帝国』に登場した際には、光の国のウルトラ戦士全員が力を合わせなければ行えないマルチバース（他世界宇宙）への移動をいとも容易く行える、人々の光（希望の心）を元に自らの力の一部をウルトラマンゼロへ貸し与えている。
その行動の指針として「希望をあきらめない者への支援」という姿勢が見られる。『ULTRAMAN』では、生命の危機に晒されながらも愛する者たちを護る意志を最後まで持ち続けた真木舜一の姿がそれであり、『ネクサス』でも溝呂木愼也との最終決戦で受け継がれる光の真の意味に気づいた姫矢准、残り少ない命の中で生きる意義を見いだした千樹憐、孤門の叱咤で絶望の闇をはね除けた西条凪、そして平和な時と大切なものを失い、傷ついてもなお戦い続け、強大なダークザギとの最終決戦に挑んだ孤門一輝、という具合に一体化したデュナミストたちは最後まで希望を捨てなかった。
『ベリアル銀河帝国』では、アークベリアルに苦戦しながらも戦い続けるゼロと仲間たち、彼らを応援する人々もまた「あきらめない者」たちであり、彼らを救うために介入したノアは、皆の心の光が結集して完成したバラージの盾「ウルティメイトイージス」をゼロに授けている。
また、これらとは別にDVD-BOX『ウルトラマンネクサス TV COMPLETE DVD-BOX』では、ザギとの戦いから3年後の世界でダークルシフェルと対峙する物語『再臨-ドリームス-』が、小説として発表されている。
『ウルトラマン列伝』では、5000年前にアントラーからバラージの町を守った「ノアの神」（『ウルトラマン』第7話）について、ゼロやゾフィーが「ノアの神」「バラージ」という名称からウルトラマンノアと何か関係があるのではないかと、『ウルトラマン列伝』第39話・『新ウルトラマン列伝』第28話にて考察している。

### デザイン
デザインは丸山浩。
映像作品を前提としないため、従来のデザインから大きくかけ離れたウルトラマンとなっている。デザイン画は、ノアのベースとなった背中の羽（ノアイージス）のないものとノアとは全く異なる背中の羽のあるものの2種類が描かれ、背中の羽がないものが選ばれたが、羽のインパクトが捨て難いことからこれらを組み合わせて完成デザインへと至った。
全身はほぼ銀一色となっており、従来のウルトラマンで随所に見られた赤い部分は、胸部のカラータイマーであるエナジーコアのみとなっている。球状あるいは多角形のカラータイマーは存在せず、エナジーコアは体内のエネルギーが垣間見えている様子をイメージしている。エナジーコアや眼に3本の縦筋が入っているというデザインは、ザ・ネクストやネクサスにも踏襲されている。
身体モールドは筋肉質に施され、黒いラインも入っている。背部ノアイージス部の硬質なデザインと翼状に据え付けられたのも従来になかったもので、ノアイージスの形状はいわゆる横に広がる翼ではなく、仏像の後光のような上に伸びた形となっている。頭部ラインも従来のウルトラマンと違い、頭部上部左右の装飾内の小さな空きスペースがみられる。なお、ノア・イージスの無いダークザギの背部は棘状になっている。
ノア・イージスは設定では伸縮自在だが、ライブステージなどではアクションとの関係で、背部に収納された状態になることもある。『ネクサス』最終話では常に伸ばしたままで、アクションとの関係から短い登場時間だったものの、孤門の劇中最初で最後の変身に加え、究極のウルトラマンとして最強最大の敵を倒したことで印象を残したと、『テレビマガジンスペシャル ウルトラマンネクサス&ウルトラマンマックス』（講談社）では評されている。
従来のウルトラマンよりも銀色の光沢が強く、メタリックに見えることもノアの特徴である。マスクには塗料による塗装処理、ボディには光沢のある布地を部分的に貼って、独特の質感が表現された。メッキ処理も検討されたが、予算と時間の都合で困難と判断され、断念された。マスクに用いた塗料は乾燥に時間がかかるものだったため、最初の撮影会では指紋やキズがついてしまったという。

### 能力
ライトニング・ノア （『ネクサス』）
別名、稲妻超絶光線。右手首に左拳を打ちつけるように腕を組み、幾重もの超絶光子プラズマを重ね合わせ、七色の光として放つノアの決め技である稲妻状の超必殺光線。『ネクサス』最終話ではダークザギのライトニング・ザギとぶつかり合ったが、さらに強いパワーを発揮して押し戻し、ダークザギを宇宙の塵に帰した。
ノア・インフェルノ （『ネクサス』）
拳に纏った1兆度の破壊光線を拳と共に敵に叩きつける。『ネクサス』最終話でダークザギに放った際は炎の柱を形成し、その一撃だけでダークザギを大気圏外まで抵抗を許さず吹き飛ばした。拳一発で大気圏を突き破るインパクトは非常に強く、漫画版『ネクサス』ではこの技が見開きページで描かれている。
グラビティ・ノア
両掌から放つ超重力波動が、相手を押しつぶして粉々に粉砕する驚愕技。『ネクサス』最終話でダークザギが使用したグラビティ・ザギのノア版。重力破壊光線。
ノア・スパーク （『ネクサス』）
スパークした両手から同時に発射する牽制用の光の刃。ダークザギに両腕を接触させた状態で使用し、ダメージを与えた。
ノア・サンダーボルト
ノアイージス左右の先端からそれぞれ放電されたものが交差し、雷状の強烈な電撃となる。
ノア・ブリザード
絶対零度のブリザードで相手を永久氷壁に封じる。
ノア・シュート
左手に添えた右拳から牽制用の強力弾を打ち込む。
シャイニング・ノア
体から放射する光で相手を消滅させる。
ノア・ウェーブ
手から放つ光が、偽物の正体を暴く、仲間を呪縛から解放する、傷ついた相手の体力を回復させる、などの奇跡を起こす。
ノア・リフレクション
敵が繰り出した光線技を反射して撃ち返す。
ノア・ギャラクシー
特殊波動で集めたアステロイドベルトの隕石群を操る。
ノア・ミラージュ
自らの幻影を作り出し、敵を幻惑する。
ノア・スルーアイ
両目から発せられる特殊光線で、不可視のものを可視化させる。
ノア・パンチ
超重力波動を放ちながら繰り出すストレートパンチ。
ノア・キック （『ネクサス』）
超重力波動を放ちながら繰り出す必殺キック。その威力はダークザギの巨体をも一発で空中に浮かせ、吹き飛ばす。
ノア・エルボー （『ネクサス』）
超高速で決める肘打ち。ダークザギのキックを防いだ後に右腕で当て、ノア・スパークに繋げた。
ノア・ザ・ファイナル
ノア3大究極技の1つ。自身の全エネルギーと引き替えに次元の狭間へ相手を封印する、最大最後の大技である。雑誌展開ではダークザギとの最終決戦で使用し、ダークザギを自身もろともM78星雲世界から『ネクサス』世界へ戻したものの、この能力の使用でエネルギーを大幅に失ってしまい、以降『ネクサス』最終話でノアの姿に覚醒するまではザ・ネクストやネクサスという不完全な姿で戦うこととなる。
ディメンション・ノア
ノア3大究極技の1つ。ノアイージスから発するディメンショナルエナジーで、時空を超える能力。この能力ゆえ、あらゆる次元のウルトラマン世界にノアはその姿を現すことができる。ノアが姿を現したのは、『ウルトラマンゼロ THE MOVIE 超決戦!ベリアル銀河帝国』におけるアナザースペース。『バトルオブドリームNOA』におけるM78星雲世界にも出現したが、下記の通り来訪者が自身の星を破壊したためにその影響により飛ばされてしまう。
ウルティメイト・ノア
ノア3大究極技の1つとされるが、詳細は不明。
これらの技の多くは、ダークザギも同系統の技を使用できる。ただし、ザギにはノアイージスに相当する機関が無いため、中でノアイージスを使用する技であるノア・ザ・ファイナル、ディメンション・ノア、ウルティメイト・ノアは使用できない。なお、効果は全く異なるが「ザギ・ザ・ファイナル」という名前の技は存在する。

## 劇中での活躍

### ULTRA N PROJECT
2万年以上前にスペースビーストの襲来で滅亡の危機に瀕していた、M80さそり座球状星団にある来訪者の星へ赤い光の姿で到来し、その住民と一体化して巨人の姿を取る。それ以降、適応者を変えながら激戦を繰り広げ、スペースビーストを壊滅させる。しかし、自身もエネルギーのほとんどを使い果たしたため、眠りにつく。自らが作り出したウルティノイドザギの暴走を畏怖した来訪者に星は破壊されるが、その際にはザギと共に眠っていたノアも異次元に飛ばされる。
『バトルオブドリーム ノア』
雑誌によってやや展開は異なるが、『テレビマガジン特別編集 ウルトラマンネクサス&ウルトラマンマックス』においてはゾフィー、ウルトラマン、セブンの3人と共闘してダークザギとその怪獣軍団と激闘を繰り広げたとされる。
ダークザギとの最終決戦において「ノア・ザ・ファイナル」を使い、共に次元の彼方へ消え去った。その際、身体を失ったダークザギは地球に向かう。また、ノアもその力のほとんどを失った結果、ウルトラマン・ザ・ネクストの姿と化す。
『ULTRAMAN』
スペースビースト「ザ・ワン」を追って西暦2004年の地球へ飛来し、航空自衛隊隊員の真木舜一を最初の適能者に選んで融合する。ザ・ワンを撃退するも、真木の命を救うために力のほとんどを使い果たし、眠りにつく。
『ウルトラマンネクサス』
西暦2009年に巨大スペースビーストの登場で眠りから目覚め、姫矢准を第二の適能者として選び、再び戦い始める。
ダークメフィストとの戦いの後、千樹憐を第三の適能者として選ぶ。イズマエルとの戦いの後、西条凪を第四の適能者として選ぶが、ダークザギの罠にはまり光を奪われる。その後、孤門一輝を第五の適能者としてダークザギと対峙した際には、2004年の記憶を取り戻した人々の声援を受けて完全覚醒してウルトラマンノアの姿に戻り、「ライトニングノア」を使ってダークザギを撃破する。
『再臨-ドリームス-』
ダークザギ戦から3年後の西暦2012年に、人々の恐怖の記憶を力として現れた最強の闇の巨人＝ダークルシフェルを相手に、孤門が変身して立ち向かう。

### 後年の映像作品
ウルトラマンネクサスとしての客演の詳細はウルトラマンネクサス#他ウルトラシリーズへの出演も参照。
映画『ウルトラマンゼロ THE MOVIE 超決戦!ベリアル銀河帝国』
アークベリアルとの最終決戦に挑み、力尽きながらも決して諦めなかったウルトラマンゼロの精神世界に現れ、ゼロと同じく諦めなかったアナザースペースの人々の心の輝きから完成した「バラージの盾」、すなわちウルティメイトイージスをゼロに授ける。
映画『劇場版 ウルトラマンギンガS 決戦!ウルトラ10勇士!!』
ウルトラマンネクサスとして登場。
ウルトラマンノアの姿ではない理由について、公式サイトでは「エタルガーとの激戦で体力を消耗したのか、今回はネクサスの姿で登場する」と説明がなされている。

### ゲーム
PlayStation 2用ソフト『ウルトラマンネクサス』
一定条件を満たせばウルトラマンノアとダークザギが登場する。どちらも対戦モードなどで操作可能。

## イメージソング
「NOA 奇跡をその手に」
作詞、作曲：円谷一美 / 編曲：大門一也 / 歌：Project DMM
「NOA Nostargia」
作詞、作曲、編曲：円谷一美 / 歌：Project DMM